# 翠川敬基
翠川 敬基（みどりかわ けいき、1949年5月10日 - ）は、日本のチェロ奏者。ジャズのベース奏者として出発したが、後に幼い頃から親しんでいたチェロに転じ、ジャズのみならず現代音楽などの領域でも活動している。

## 経歴
長野県長野市に生まれる。小学生の頃から、チェロのレッスンを受ける。東京都立豊多摩高等学校を経て、東京経済大学卒業。大学在学中の1969年から、ジャズ・ベーシストとして、新宿のジャズ喫茶などでの演奏活動を始める。
その後、チェロ奏者として活動するようになり、富樫雅彦 (ds) や佐藤允彦 (p) との共演や、様々なユニットへの参加を経て、1980年代以降は、片山広明 (g)、石塚俊明 (ds)、早川岳晴 (b) らとのグループ「緑化計画」に活動の軸を置く。2004年から2010年にかけては、黒田京子 (p) が率いる「黒田京子トリオ」に太田恵資 (vn) とともに参加していた。
翠川の活動は、ジャンルにとらわれない多彩なものであり、仲井戸麗市 (g) などと共演しているほか、舞踏や朗読の伴奏も手がけている。

## おもなアルバム

### リーダー作品
- 『FIVE PIECES OF CAKE 5つのケーキのかけら』Offbeat Records、1975年
- 『緑色革命』Offbeat Records、1976年 - 高柳昌行、佐藤允彦それぞれとのデュオのライブ音源
  - 『完全版・緑色革命』doubtmusic、2009年 - 富樫雅彦とのデュオを追加した「完全版」

### 連名作品
- 大友良英、翠川敬基、野村喜和夫『ututu ／ 独歩住居跡の方へ』Atelier El Sur、1996年
- 沖至、白石かずこ、翠川敬基『ヒト科の熊』おーらいレコード、2003年
- 高柳昌行、吉増剛造、翠川敬基『死人』JINYA DISC、 2007年
- AKETA・藤川義明・翠川敬基『シチリアーノ』アケタズ・ディスク、2007年 - 2007年1月10日、アケタの店でのライブ音源[8]
- 高柳昌行、Peter Kowald、翠川敬基『即興と衝突 -Encounter and Improvisation-』2012年
- C.P.U（富樫雅彦、佐藤允彦、翠川敬基）『C.P.U ファースト･アルバム』日本コロムビア、2015年

## 著書
- ポリーリズミック・プリズム：街は音楽家の旅の宿、北宋社、1982年
- 気分はオフ・ビート、ミリオン書房、1987年
- 犬の細道：それでも犬を飼いました物語 書き下ろしウルトラエッセイ、ファラオ企画、1992年
- 音楽だいすき、福音館書店、1987年（月刊たくさんのふしぎ 27号）- 堀内誠一 絵：のち、1992年に「たくさんのふしぎ傑作集」で復刊
- ワンといえばニャン : セロ弾きジャズマン一家の動物騒動記、ミリオン書房、2001年